# 러브매직 홍시BAR
《러브매직 홍시BAR》는 2025년 4월 1일에 공개된 웹드라마이다.

## 기획 의도
대차게 실연당한 여주인공 홍시가 함께 마시면 사랑에 빠져버리는 마법의 실연주를 유산으로 받으면서 펼쳐지는 때로는 웃기고 때로는 슬픈 오감만족 러브스토리.

## 제작진
- 극본 : 부석원
- 연출 : 사석춘

## 등장 인물
- 윤예주 : 오홍시 역
- 이진혁 : 차성운 역
- 최시아 : 나예리 역
- 정수현 : 나준한 역
- 홍은기 : 단경태 역
- 이휘서 : 최가을 역
- 송이담 : 김도영 역
- 이하은 : 예주희 역
- 김정화 : 최희선 역
- 최승준 : 민우식 역
- 정승경 : 한기쁨 역